# Astragalus siculus
L'astragalo siciliano (Astragalus siculus Biv.), o astragalo dell'Etna,  è una pianta appartenente alla famiglia delle Fabacee, endemica della Sicilia.

## Descrizione
È una pianta arbustiva che forma cuscini spinosi alti 30–60 cm e sino a 2 m di diametro.
Ha foglie composte, formate da 6-12 foglioline, con una punta sottile e spinosa.
I fiori hanno corolla roseo-purpurea. Fiorisce da maggio ad agosto.
Il frutto è un legume.

## Distribuzione e habitat
Si trova esclusivamente sull'Etna, principalmente cresce sul versante meridionale.
Cresce su pendii aridi di lava acida, ad un'altitudine compresa tra 1000 e 2400 m.
Alle alte quote forma delle radure pressoché ininterrotte (Astragaletum) talora in associazione con altre specie tipiche come il crespino (Berberis aetnensis), il tanaceto (Tanacetum siculum), il ginepro  (Juniperus communis) e la ginestra dell'Etna (Genista aetnensis).

## Proprietà
Nell'estratto alcolico delle radici sono state riscontrate due saponine astrasieversianin II e astragaloside I (meglio conosciuta come astrasieversianin IV).